# Little Sister (Queens of the Stone Age)
Little Sister è il primo singolo tratto dal quarto album Lullabies to Paralyze del gruppo rock Queens of the Stone Age, pubblicato il 14 marzo 2005.

## Il brano
Il brano è stato registrato in studio in un'unica sessione. Una prima versione era stata registrata con Dave Grohl alla batteria per l'album Songs for the Deaf nel 2002, ma era stata scartata. È stato realizzato prima come singolo promozionale nel dicembre 2004, solo successivamente è stato pubblicato come singolo commerciale nel 2005.
Il singolo si è classificato al 2º posto nella classifica Modern Rock Tracks e al 13º posto nella Mainstream Rock Songs negli Stati Uniti, al 18º posto nella Official Singles Chart nel Regno Unito.

## Video
Il video musicale del brano, diretto da Nathan Cox, mostra la band che suona su di un palco in un locale buio, con uno schermo posteriore su cui appaiono ragazze che ballano. Il suono "cowbell" durante tutto il brano è fatto dal batterista con un jam block.

## Tracce
CD maxi singolo
1. Little Sister (Album version) – 2:54
2. The Blood is Love (Contradictator Remix) – 5:22
3. Little Sister (Contradictator Remix) – 3:29

Disco 7" (picture disc)
1. Little Sister (Album version) – 2:54
2. Little Sister (Contradictator Remix) – 3:29

## Classifiche
| Classifica (2005)                    | Posizione massima |
| ------------------------------------ | ----------------- |
| Regno Unito                          | 18                |
| Stati Uniti (Billboard Modern)       | 2                 |
| Stati Uniti (Mainstream Rock Tracks) | 13                |

## Formazione
- Josh Homme – voce, chitarra
- Troy Van Leeuwen – basso
- Alain Johannes – chitarra
- Joey Castillo – batteria, percussioni